# André van Vliet
André van Vliet (* 18. August 1969 in Benschop) ist ein niederländischer Organist.
Van Vliet erhielt ersten Orgelunterricht bei Gijsbert Lekkerkerker und bei Herman van Vliet. Schon als Neunjähriger versah er den Orgeldienst in seiner Heimatgemeinde. Er studierte am Konservatorium in Utrecht bei Nico van den Hooven, Jan Welmers und Jan Raas. Er konzertierte in Deutschland, Österreich, Ungarn, Rumänien, Kanada, der Schweiz und in den USA. Seit 1988 ist er auch als Chorleiter tätig. Als Organist wirkt er an der Hervormde Gemeente van Polsbroek & Vlist und präsentiert die Instrumente der niederländischen Orgelbaufirma Johannus in allen ihren Werbevideos.

## Tondokumente
- André van Vliet speelt Nederlandse Koraalbewerkingen. (Evang. Luth. Kerk te Den Haag)
- André van Vliet bespeelt het Holtgräve-orgel in de Grote- of St. Lebuïnuskerk te Deventer.
- André van Vliet - Martinikerk te Bolsward.
- André van Vliet - Choral Preludes. (Evang. Luth. Kerk te Den Haag)
- André van Vliet - Orgelconcert 2CD. (Elisabethkirche te Marburg)